# Locutor de claves

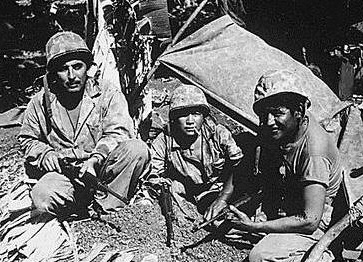
Locutores de claves navajos, Saipán, junio de 1944

Locutor de claves es el término empleado para referirse a personas que se comunican utilizando lenguajes codificados. Generalmente es usado para nombrar a nativos americanos que sirvieron en el Cuerpo de Marines de los Estados Unidos y cuya principal ocupación era la de transmitir mensajes militares secretos. 
Estos mensajes eran transmitidos, generalmente, por teléfono o radio, usando códigos construidos sobre sus propios lenguajes, conocidos por pequeños grupos, en ocasiones decenas de personas en todo el mundo, lo que suponía una gran ventaja estratégica. Dicha ventaja reside en el hecho de que los códigos militares pueden ser rotos o descifrados con relativa facilidad, mientras que un lenguaje humano tan minoritario, requiere un proceso de estudio largo para poder comprenderlo.
El nombre Locutores de claves está fuertemente asociado a indios Navajos, que utilizaban su lenguaje para el envío de mensajes militares secretos durante la Primera Guerra Mundial y Segunda Guerra Mundial, sirviendo de gran ayuda al ejército estadounidense, principalmente en el área del Pacífico. Otros locutores de claves nativos americanos pertenecían a pueblos como el Cherokee, el Choctaw o el Comanche, también sirvieron en el ejército estadounidense en áreas donde no era esperado que nadie comprendiese su idioma. 
Durante varias décadas ha existido también la creencia de que algunos locutores de claves vascos participaron en el conflicto, concretamente en la batalla de Guadalcanal, pero recientes investigaciones no han encontrado ninguna evidencia al respecto.

## Código navajo
El Código Navajo fue un sistema de codificación estadounidense empleado en el marco de la Segunda Guerra Mundial, frente del Pacífico. Este sistema estaba basado en el idioma navajo y una fonética originaria americana, que era prácticamente imposible de aprender sin haber estado familiarizado con sus creadores y que sólo los navajos podían decodificar.
Fue de mucho éxito en las transmisiones cifradas en el frente del Pacífico.
En la película Windtalkers (2002), con Nicolas Cage como protagonista, se trata este tema.

## Locutores de claves Cherokee
El primer uso conocido de nativos americanos como locutores de claves del que se tiene conocimiento, se produjo durante la Primera Guerra Mundial, durante la segunda batalla de Somme en 1918. Se trataba de un grupo de soldados Cherokee adscrito a la 30 División de Infantería del ejército estadounidense.

## Locutores de claves vascos
En noviembre de 1952, la revista Euzko Deya publicó un artículo conforme al cual, en mayo de 1942, el capitán de marines estadounidenses Frank D. Carranza concibió la idea de usar el euskera como código, debido a la presencia de 60 marines de ascendencia vasca (como él mismo) en el campamento de San Francisco. Sin embargo, sus superiores se mostraron cautelosos al respecto, debido a la presencia de distintas comunidades de vascoparlantes en el Pacífico: 35 jesuitas de origen vasco en Hiroshima liderados por Pedro Arrupe, una colonia de jugadores de jai alai en Filipinas y algunos falangistas de origen vasco en Asia. Por tanto, los locutores vascoparlantes se mantuvieron alejados de dicho teatro de operaciones, y fueron usados inicialmente en test para transmitir información logística para Hawái y Australia.
Conforme al artículo, el 1 de agosto de 1942 los tenientes Nemesio Aguirre, Fernández Bakaicoa y Juanana recibieron un mensaje en euskera desde San Diego, dirigido al almirante Chester Nimitz, alertándole sobre el inicio de la operación Apple para expulsar a los japoneses de las islas Salomón. También tradujeron el mensaje de ataque a Guadalcanal el 7 de agosto. Conforme avanzaba la guerra y se ampliaba el frente del Pacífico, se detectó escasez de militares vascoparlantes que pudieran actuar como locutores de claves; esto, junto a la presencia de otros vascoparlantes en territorio japonés, hizo que el ejército estadounidense optase por el programa de locutores navajos.
El proyecto Fighting Basques, que pretende incrementar el conocimiento sobre la participación de los vascos en la Segunda Guerra Mundial, ha investigado el tema y llegado a la conclusión de que esta historia se trata de un mito, ya que no ha aparecido ninguna evidencia sobre la existencia de Frank D. Carranza, Nemesio Aguirre ni Fernández Bakaicoa entre los marines estadounidenses. Además, ninguno de los marines de origen vasco documentados estuvo asociado a tareas de locutor.
La principal hipótesis acerca del origen de la historia (publicada originalmente por Euzko Deya y repetida por medios como la Revista General de Marina) es que podría estar vinculada a algún tipo de cobertura a las operaciones de la OSS, precursora de la CIA, en la frontera francoespañola. Esta zona era de interés para las redes de espionaje al permitir la circulación de información y la exportación española de wolframio a Alemania. Por tanto, la historia sobre los marines vascoparlantes y el uso del euskera como código sería una historia con fines propagandísticos destinada a aumentar la simpatía de la comunidad vasca, a ambos lados de la frontera, por la causa aliada. Conforme a esta hipótesis, Frank D. Carranza sería un nombre en clave asociado al espionaje.